# Матчі збірної Італії з футболу з 2011 року
Нижче наведений хронологічний перелік офіційних матчів збірної Італії з футболу, проведених нею з 2011 року. 

## 2011 рік
| Дата       | Місто     | Господарі         | Результат | Гості             | Турнір           | Голи                                             | Примітки                                 |
| ---------- | --------- | ----------------- | --------- | ----------------- | ---------------- | ------------------------------------------------ | ---------------------------------------- |
| 09/02/2011 | Дортмунд  | Німеччина         | 1 – 1     | Італія            | Тов. матч        | Джузеппе Россі                                   | Гол. тр: Ч. Пранделлі Кап: Дж. Буффон    |
| 25/03/2011 | Любляна   | Словенія          | 0 – 1     | Італія            | Відбір до ЧЄ2012 | Тьяго Мотта                                      | Гол. тр: Ч. Пранделлі Кап: Дж. Буффон    |
| 29/03/2011 | Київ      | Україна           | 0 – 2     | Італія            | Тов. матч        | Джузеппе Россі Алессандро Матрі                  | Гол. тр: Ч. Пранделлі Кап: А. Джилардіно |
| 03/06/2011 | Модена    | Італія            | 3 – 0     | Естонія           | Відбір до ЧЄ2012 | Джузеппе Россі Антоніо Кассано Джампаоло Паццині | Гол. тр: Ч. Пранделлі Кап: Дж. Буффон    |
| 07/06/2011 | Льєж      | Італія            | 0 – 2     | Ірландія          | Тов. матч        | -                                                | Гол. тр: Ч. Пранделлі Кап: А. Пірло      |
| 10/08/2011 | Барі      | Італія            | 2 – 1     | Іспанія           | Тов. матч        | Ріккардо Монтоліво Альберто Аквілані             | Гол. тр: Ч. Пранделлі Кап: А. Кассано    |
| 02/09/2011 | Торсгавн  | Фарерські острови | 0 – 1     | Італія            | Відбір до ЧЄ2012 | Антоніо Кассано                                  | Гол. тр: Ч. Пранделлі Кап: Дж. Буффон    |
| 06/09/2011 | Флоренція | Італія            | 1 – 0     | Словенія          | Відбір до ЧЄ2012 | Джампаоло Паццині                                | Гол. тр: Ч. Пранделлі Кап: Дж. Буффон    |
| 07/10/2011 | Белград   | Сербія            | 1 – 1     | Італія            | Відбір до ЧЄ2012 | Клаудіо Маркізіо                                 | Гол. тр: Ч. Пранделлі Кап: Дж. Буффон    |
| 11/10/2011 | Пескара   | Італія            | 3 – 0     | Північна Ірландія | Відбір до ЧЄ2012 | 2 Антоніо Кассано автогол                        | Гол. тр: Ч. Пранделлі Кап: Дж. Буффон    |
| 11/11/2011 | Вроцлав   | Польща            | 0 – 2     | Італія            | Тов. матч        | Маріо Балотеллі Джампаоло Паццині                | Гол. тр: Ч. Пранделлі Кап: Дж. Буффон    |
| 15/11/2011 | Рим       | Італія            | 0 – 1     | Уругвай           | Тов. матч        | -                                                | Гол. тр: Ч. Пранделлі Кап: Дж. Буффон    |
| Усього     |           | Матчів            | 12        |                   | Голів            | 16                                               |                                          |

## 2012 рік
| Дата       | Місто    | Господарі | Результат               | Гості    | Турнір                 | Голи                                                | Примітки                                |
| ---------- | -------- | --------- | ----------------------- | -------- | ---------------------- | --------------------------------------------------- | --------------------------------------- |
| 29/02/2012 | Генуя    | Італія    | 0 – 1                   | США      | Тов. матч              | -                                                   | Гол. тр: Ч. Пранделлі Кап: Дж. Буффон   |
| 10/06/2012 | Гданськ  | Іспанія   | 1 – 1                   | Італія   | ЧЄ2012 (груповий етап) | Антоніо Ді Натале                                   | Гол. тр: Ч. Пранделлі Кап: Дж. Буффон   |
| 14/06/2012 | Познань  | Італія    | 1 – 1                   | Хорватія | ЧЄ2012 (груповий етап) | Андреа Пірло                                        | Гол. тр: Ч. Пранделлі Кап: Дж. Буффон   |
| 18/06/2012 | Познань  | Італія    | 2 – 0                   | Ірландія | ЧЄ2012 (груповий етап) | Антоніо Кассано Маріо Балотеллі                     | Гол. тр: Ч. Пранделлі Кап: Дж. Буффон   |
| 24/06/2012 | Київ     | Англія    | 0 – 0 д.ч. (2 – 4 п.п.) | Італія   | ЧЄ2012 (чвертьфінал)   | -                                                   | Гол. тр: Ч. Пранделлі Кап: Дж. Буффон   |
| 28/06/2012 | Варшава  | Німеччина | 1 – 2                   | Італія   | ЧЄ2012 (півфінал)      | 2 Маріо Балотеллі                                   | Гол. тр: Ч. Пранделлі Кап: Дж. Буффон   |
| 01/07/2012 | Київ     | Іспанія   | 4 – 0                   | Італія   | ЧЄ2012 (фінал)         | -                                                   | Гол. тр: Ч. Пранделлі Кап: Дж. Буффон   |
| 15/08/2012 | Берн     | Італія    | 1 – 2                   | Англія   | Тов. матч              | Даніеле Де Россі                                    |                                         |
| 07/09/2012 | Болгарія | Болгарія  | 2 – 2                   | Італія   | Відбір до ЧС2014       | 2 Пабло Освальдо                                    | Гол. тр: Ч. Пранделлі Кап: Дж. Буффон   |
| 11/09/2012 | Італія   | Італія    | 2 – 0                   | Мальта   | Відбір до ЧС2014       | Маттія Дестро Федеріко Пелузо                       | Гол. тр: Ч. Пранделлі Кап: Дж. Буффон   |
| 12/10/2012 | Вірменія | Вірменія  | 1 – 3                   | Італія   | Відбір до ЧС2014       | Андреа Пірло Даніеле Де Россі Пабло Освальдо        | Гол. тр: Ч. Пранделлі Кап: Дж. Буффон   |
| 16/10/2012 | Італія   | Італія    | 3 – 1                   | Данія    | Відбір до ЧС2014       | Ріккардо Монтоліво Даніеле Де Россі Маріо Балотеллі | Гол. тр: Ч. Пранделлі Кап: А. Пірло     |
| 14/11/2012 | Парма    | Італія    | 1 – 2                   | Франція  | Тов. матч              | Стефан Ель-Шаараві                                  | Гол. тр: Ч. Пранделлі Кап: Дж. К'єлліні |
| Усього     |          | Матчів    | 13                      |          | Голів                  | 18                                                  |                                         |

## 2013 рік
| Дата       | Місто          | Господарі  | Результат               | Гості      | Турнір                  | Голи                                                                 | Примітки              |
| ---------- | -------------- | ---------- | ----------------------- | ---------- | ----------------------- | -------------------------------------------------------------------- | --------------------- |
| 06/02/2013 | Амстердам      | Нідерланди | 1 – 1                   | Італія     | Тов. матч               | Марко Верратті                                                       | Гол. тр: Ч. Пранделлі |
| 21/03/2013 | Женева         | Бразилія   | 2 – 2                   | Італія     | Тов. матч               | Даніеле Де Россі Маріо Балотеллі                                     | Гол. тр: Ч. Пранделлі |
| 26/03/2013 | Аттард         | Мальта     | 0 – 2                   | Італія     | Відбір до ЧС 2014       | 2 Маріо Балотеллі                                                    | Гол. тр: Ч. Пранделлі |
| 31/05/2013 | Болонья        | Італія     | 4 – 0                   | Сан-Марино | Тов. матч               | Андреа Полі Альберто Джилардіно Андреа Пірло Альберто Аквілані       | Гол. тр: Ч. Пранделлі |
| 08/06/2013 | Прага          | Чехія      | 0 – 0                   | Італія     | Відбір до ЧС 2014       | -                                                                    | Гол. тр: Ч. Пранделлі |
| 11/06/2013 | Ріо-де-Жанейро | Італія     | 2 – 2                   | Гаїті      | Тов. матч               | Емануеле Джаккеріні Клаудіо Маркізіо                                 | Гол. тр: Ч. Пранделлі |
| 16/06/2013 | Ріо-де-Жанейро | Мексика    | 1 – 2                   | Італія     | Кубок Конфедерацій 2013 | Андреа Пірло Маріо Балотеллі                                         | Гол. тр: Ч. Пранделлі |
| 19/06/2013 | Ресіфе         | Італія     | 4 – 3                   | Японія     | Кубок Конфедерацій 2013 | Даніеле Де Россі Утіда Ацуто (аг) Маріо Балотеллі Себастьян Джовінко | Гол. тр: Ч. Пранделлі |
| 22/06/2013 | Сальвадор      | Італія     | 2 – 4                   | Бразилія   | Кубок Конфедерацій 2013 | Емануеле Джаккеріні Джорджо К'єлліні                                 | Гол. тр: Ч. Пранделлі |
| 27/06/2013 | Форталеза      | Іспанія    | 0 – 0 д.ч. (7 – 6 п.п.) | Італія     | Кубок Конфедерацій 2013 | -                                                                    | Гол. тр: Ч. Пранделлі |
| 30/06/2013 | Сальвадор      | Уругвай    | 2 – 2 д.ч. (2 – 3 п.п.) | Італія     | Кубок Конфедерацій 2013 | Давід Асторі Алессандро Діаманті                                     | Гол. тр: Ч. Пранделлі |
| 14/08/2013 | Рим            | Італія     | 1 – 2                   | Аргентина  | Тов. матч               | Лоренцо Інсіньє                                                      | Гол. тр: Ч. Пранделлі |
| 06/09/2013 | Палермо        | Італія     | 1 – 0                   | Болгарія   | Відбір до ЧС 2014       | Альберто Джилардіно                                                  | Гол. тр: Ч. Пранделлі |
| 10/09/2013 | Турин          | Італія     | 2 – 1                   | Чехія      | Відбір до ЧС 2014       | Джорджо К'єлліні Маріо Балотеллі                                     | Гол. тр: Ч. Пранделлі |
| 11/10/2013 | Копенгаген     | Данія      | 2 – 2                   | Італія     | Відбір до ЧС 2014       | Пабло Освальдо Альберто Аквілані                                     | Гол. тр: Ч. Пранделлі |
| 15/10/2013 | Флоренція      | Італія     | 2 – 2                   | Вірменія   | Відбір до ЧС 2014       | Алессандро Флоренці Маріо Балотеллі                                  | Гол. тр: Ч. Пранделлі |
| 15/11/2013 | Мілан          | Італія     | 1 – 1                   | Німеччина  | Тов. матч               | Іньяціо Абате                                                        | Гол. тр: Ч. Пранделлі |
| 18/11/2013 | Лондон         | Італія     | 2 – 2                   | Нігерія    | Тов. матч               | Джузеппе Россі Емануеле Джаккеріні                                   | Гол. тр: Ч. Пранделлі |
| Усього     |                | Матчів     | 18                      |            | Голів                   | 32                                                                   |                       |

## 2014 рік
| Дата       | Місто   | Господарі | Результат | Гості       | Турнір                  | Голи                             | Примітки                                |
| ---------- | ------- | --------- | --------- | ----------- | ----------------------- | -------------------------------- | --------------------------------------- |
| 05/03/2014 | Мадрид  | Іспанія   | 1 – 0     | Італія      | товариський матч        | -                                | Гол. тр: Ч. Пранделлі Кап: Дж. Буффон   |
| 31/05/2014 | Лондон  | Італія    | 0 – 0     | Ірландія    | товариський матч        | -                                | Гол. тр: Ч. Пранделлі Кап: Р. Монтоліво |
| 04/06/2014 | Перуджа | Італія    | 1 – 1     | Люксембург  | товариський матч        | Клаудіо Маркізіо                 | Гол. тр: Ч. Пранделлі Кап: Дж. Буффон   |
| 14/06/2014 | Манаус  | Англія    | 1 – 2     | Італія      | ЧС 2014 - груповий етап | Клаудіо Маркізіо Маріо Балотеллі | Гол. тр: Ч. Пранделлі Кап: А. Пірло     |
| 20/06/2014 | Ресіфі  | Італія    | 0 – 1     | Коста-Рика  | ЧС 2014 - груповий етап | -                                | Гол. тр: Ч. Пранделлі Кап: Дж. Буффон   |
| 24/06/2014 | Натал   | Італія    | 0 – 1     | Уругвай     | ЧС 2014 - груповий етап | -                                | Гол. тр: Ч. Пранделлі Кап: Дж. Буффон   |
| 4/9/2014   | Барі    | Італія    | 2 – 0     | Нідерланди  | товариський матч        | Чіро Іммобіле Даніеле Де Россі   | Гол. тр: А. Конте Кап: Д. Де Россі      |
| 9/9/2014   | Осло    | Норвегія  | 0 – 2     | Італія      | Відбір до ЧЄ 2016       | Сімоне Дзадза Леонардо Бонуччі   | Гол. тр: А. Конте Кап: Дж. Буффон       |
| 10/10/2014 | Палермо | Італія    | 2 – 1     | Азербайджан | Відбір до ЧЄ 2016       | 2 Джорджо К'єлліні               | Гол. тр: А. Конте Кап: Дж. Буффон       |
| 13/10/2014 | Та-Калі | Мальта    | 0 – 1     | Італія      | Відбір до ЧЄ 2016       | Граціано Пелле                   | Гол. тр: А. Конте Кап: Дж. Буффон       |
| 16/11/2014 | Мілан   | Італія    | 1 – 1     | Хорватія    | Відбір до ЧЄ 2016       | Антоніо Кандрева                 | Гол. тр: А. Конте Кап: Дж. Буффон       |
| 18/11/2014 | Генуя   | Італія    | 1 – 0     | Албанія     | товариський матч        | Стефано Окака                    | Гол. тр: А. Конте Кап: Л. Бонуччі       |
| Усього     |         | Матчів    | 12        |             | Голів                   | 12                               |                                         |

## 2015 рік
| Дата       | Місто     | Господарі   | Результат | Гості      | Турнір            | Голи                                   | Примітки                            |
| ---------- | --------- | ----------- | --------- | ---------- | ----------------- | -------------------------------------- | ----------------------------------- |
| 28/3/2015  | Софія     | Болгарія    | 2 – 2     | Італія     | Відбір до ЧЄ 2016 | автогол Едер                           | Гол. тр: А. Конте Кап: Дж. К'єлліні |
| 31/3/2015  | Турин     | Італія      | 1 – 1     | Англія     | товариський матч  | Граціано Пелле                         | Гол. тр: А. Конте Кап: Дж. Буффон   |
| 12/6/2015  | Спліт     | Хорватія    | 1 – 1     | Італія     | Відбір до ЧЄ 2016 | Антоніо Кандрева                       | Гол. тр: А. Конте Кап: Дж. Буффон   |
| 16/6/2015  | Женева    | Італія      | 0 – 1     | Португалія | товариський матч  | -                                      | Гол. тр: А. Конте Кап: А. Пірло     |
| 3/9/2015   | Флоренція | Італія      | 1 – 0     | Мальта     | Відбір до ЧЄ 2016 | Граціано Пелле                         | Гол. тр: А. Конте Кап: Дж. Буффон   |
| 6/9/2015   | Палермо   | Італія      | 1 – 0     | Болгарія   | Відбір до ЧЄ 2016 | Даніеле Де Россі                       | Гол. тр: А. Конте Кап: Дж. Буффон   |
| 10/10/2015 | Баку      | Азербайджан | 1 – 3     | Італія     | Відбір до ЧЄ 2016 | Едер Стефан Ель-Шаараві Маттео Дарміан | Гол. тр: А. Конте Кап: Дж. Буффон   |
| 13/10/2015 | Рим       | Італія      | 2 – 1     | Норвегія   | Відбір до ЧЄ 2016 | Алессандро Флоренці Граціано Пелле     | Гол. тр: А. Конте Кап: Дж. Буффон   |
| 13/11/2015 | Брюссель  | Бельгія     | 3 – 1     | Італія     | товариський матч  | Антоніо Кандрева                       | Гол. тр: А. Конте Кап: Дж. Буффон   |
| 17/11/2015 | Болонья   | Італія      | 2 – 2     | Румунія    | товариський матч  | Клаудіо Маркізіо Маноло Габб'ядіні     | Гол. тр: А. Конте Кап: Дж. Буффон   |
| Усього     |           | Матчів      | 10        |            | Голів             | 14                                     |                                     |

## 2016 рік
| Дата       | Місто    | Господарі          | Результат             | Гості     | Турнір                  | Голи                                              | Примітки                             |
| ---------- | -------- | ------------------ | --------------------- | --------- | ----------------------- | ------------------------------------------------- | ------------------------------------ |
| 24/3/2016  | Удіне    | Італія             | 1 – 1                 | Іспанія   | товариський матч        | Лоренцо Інсіньє                                   | Гол. тр: А. Конте Кап: Дж. Буффон    |
| 29/3/2016  | Мюнхен   | Німеччина          | 4 – 1                 | Італія    | товариський матч        | Стефан Ель-Шаараві                                | Гол. тр: А. Конте Кап: Дж. Буффон    |
| 29/5/2016  | Та-Калі  | Італія             | 1 – 0                 | Шотландія | товариський матч        | Граціано Пелле                                    | Гол. тр: А. Конте Кап: Дж. Буффон    |
| 6/6/2016   | Верона   | Італія             | 2 – 0                 | Фінляндія | товариський матч        | Антоніо Кандрева Даніеле Де Россі                 | Гол. тр: А. Конте Кап: Дж. К'єлліні  |
| 13/6/2016  | Ліон     | Бельгія            | 0 – 2                 | Італія    | ЧЄ 2016 - груповий етап | Емануеле Джаккеріні Граціано Пелле                | Гол. тр: А. Конте Кап: Дж. Буффон    |
| 17/6/2016  | Тулуза   | Італія             | 1 – 0                 | Швеція    | ЧЄ 2016 - груповий етап | Едер                                              | Гол. тр: А. Конте Кап: Дж. Буффон    |
| 22/6/2016  | Лілль    | Італія             | 0 – 1                 | Ірландія  | ЧЄ 2016 - груповий етап | -                                                 | Гол. тр: А. Конте Кап: Л. Бонуччі    |
| 27/6/2016  | Сен-Дені | Італія             | 2 – 0                 | Іспанія   | ЧЄ 2016 - 1/8 фіналу    | Джорджо К'єлліні Граціано Пелле                   | Гол. тр: А. Конте Кап: Дж. Буффон    |
| 2/7/2016   | Бордо    | Німеччина          | 1 – 1 д.ч. (6-5 п.п.) | Італія    | ЧЄ 2016 - чвертьфінал   | Леонардо Бонуччі                                  | Гол. тр: А. Конте Кап: Дж. Буффон    |
| 1/9/2016   | Барі     | Італія             | 1 – 3                 | Франція   | товариський матч        | Граціано Пелле                                    | Гол. тр: Дж. Вентура Кап: Дж. Буффон |
| 5/9/2016   | Хайфа    | Ізраїль            | 1 – 3                 | Італія    | Відбір до ЧС 2018       | Граціано Пелле Антоніо Кандрева Чіро Іммобіле     | Гол. тр: Дж. Вентура Кап: Дж. Буффон |
| 6/10/2016  | Турин    | Італія             | 1 – 1                 | Іспанія   | Відбір до ЧС 2018       | Даніеле Де Россі                                  | Гол. тр: Дж. Вентура Кап: Дж. Буффон |
| 9/10/2016  | Скоп'є   | Північна Македонія | 2 – 3                 | Італія    | Відбір до ЧС 2018       | Андреа Белотті Чіро Іммобіле (2)                  | Гол. тр: Дж. Вентура Кап: Дж. Буффон |
| 12/11/2016 | Вадуц    | Ліхтенштейн        | 0 – 4                 | Італія    | Відбір до ЧС 2018       | Андреа Белотті (2) Чіро Іммобіле Антоніо Кандрева | Гол. тр: Дж. Вентура Кап: Дж. Буффон |
| 15/11/2016 | Мілан    | Італія             | 0 – 0                 | Німеччина | товариський матч        | -                                                 | Гол. тр: Дж. Вентура Кап: Дж. Буффон |
| Усього     |          | Матчів             | 15                    |           | Голів                   | 23                                                |                                      |

## 2017 рік
| Дата       | Місто             | Господарі  | Результат | Гості              | Турнір            | Голи                                                                       | Примітки                              |
| ---------- | ----------------- | ---------- | --------- | ------------------ | ----------------- | -------------------------------------------------------------------------- | ------------------------------------- |
| 24/3/2017  | Палермо           | Італія     | 2 – 0     | Албанія            | Відбір до ЧС 2018 | Даніеле Де Россі Чіро Іммобіле                                             | Гол. тр: Дж. Вентура Кап: Дж. Буффон  |
| 28/3/2017  | Амстердам         | Нідерланди | 1 – 2     | Італія             | товариський матч  | Едер Леонардо Бонуччі                                                      | Гол. тр: Дж. Вентура Кап: Д. Де Россі |
| 7/6/2017   | Ніцца             | Італія     | 3 – 0     | Уругвай            | товариський матч  | Хосе Хіменес (а.г.) Едер Даніеле Де Россі                                  | Гол. тр: Дж. Вентура Кап: Д. Де Россі |
| 11/6/2017  | Удіне             | Італія     | 5 – 0     | Ліхтенштейн        | Відбір до ЧС 2018 | Лоренцо Інсіньє Андреа Белотті Едер Федеріко Бернардескі Маноло Габб'ядіні | Гол. тр: Дж. Вентура Кап: Дж. Буффон  |
| 2/9/2017   | Мадрид            | Іспанія    | 3 – 0     | Італія             | Відбір до ЧС 2018 | -                                                                          | Гол. тр: Дж. Вентура Кап: Дж. Буффон  |
| 5/9/2017   | Реджо-нель-Емілія | Італія     | 1 – 0     | Ізраїль            | Відбір до ЧС 2018 | Чіро Іммобіле                                                              | Гол. тр: Дж. Вентура Кап: Дж. Буффон  |
| 6/10/2017  | Турин             | Італія     | 1 – 1     | Північна Македонія | Відбір до ЧС 2018 | Джорджо К'єлліні                                                           | Гол. тр: Дж. Вентура Кап: Дж. Буффон  |
| 9/10/2017  | Шкодер            | Албанія    | 0 – 1     | Італія             | Відбір до ЧС 2018 | Антоніо Кандрева                                                           | Гол. тр: Дж. Вентура Кап: Дж. Буффон  |
| 10/11/2017 | Стокгольм         | Швеція     | 1 – 0     | Італія             | Відбір до ЧС 2018 |                                                                            | Гол. тр: Дж. Вентура Кап: Дж. Буффон  |
| 13/11/2017 | Мілан             | Італія     | 0 – 0     | Швеція             | Відбір до ЧС 2018 |                                                                            | Гол. тр: Дж. Вентура Кап: Дж. Буффон  |
| Усього     |                   | Матчів     | 10        |                    | Голів             | 15                                                                         |                                       |

## 2018 рік
| Дата       | Місто        | Господарі  | Результат | Гості             | Турнір                               | Голи                           | Примітки                              |
| ---------- | ------------ | ---------- | --------- | ----------------- | ------------------------------------ | ------------------------------ | ------------------------------------- |
| 23/3/2018  | Манчестер    | Італія     | 0 – 2     | Аргентина         | товариський матч                     | -                              | Гол. тр: Л. Ді Б'яджо Кап: Дж. Буффон |
| 27/3/2018  | Лондон       | Англія     | 1 – 1     | Італія            | товариський матч                     | Лоренцо Інсіньє                | Гол. тр: Л. Ді Б'яджо Кап: Л. Бонуччі |
| 28/5/2018  | Санкт-Галлен | Італія     | 2 – 1     | Саудівська Аравія | товариський матч                     | Маріо Балотеллі Андреа Белотті | Гол. тр: Р. Манчіні Кап: Л. Бонуччі   |
| 1/6/2018   | Ніцца        | Франція    | 3 – 1     | Італія            | товариський матч                     | Леонардо Бонуччі               | Гол. тр: Р. Манчіні Кап: Л. Бонуччі   |
| 4/6/2018   | Турин        | Італія     | 1 – 1     | Нідерланди        | товариський матч                     | Сімоне Дзадза                  | Гол. тр: Р. Манчіні Кап: Л. Інсіньє   |
| 7-9-2018   | Болонья      | Італія     | 1 – 1     | Польща            | Ліга націй УЄФА 2018—2019 - 1-й етап | Жоржиньйо                      | Гол. тр: Р. Манчіні Кап: Дж. К'єлліні |
| 10-9-2018  | Лісабон      | Португалія | 1 – 0     | Італія            | Ліга націй УЄФА 2018—2019 - 1-й етап | -                              | Гол. тр: Р. Манчіні Кап: Ч. Іммобіле  |
| 10-10-2018 | Генуя        | Італія     | 1 – 1     | Україна           | товариський матч                     | Федеріко Бернардескі           | Гол. тр: Р. Манчіні Кап: Дж. К'єлліні |
| 14-10-2018 | Хожув        | Польща     | 0 – 1     | Італія            | Ліга націй УЄФА 2018—2019 - 1-й етап | Крістіано Бірагі               | Гол. тр: Р. Манчіні Кап: Дж. К'єлліні |
| 17-11-2018 | Мілан        | Італія     | 0 – 0     | Португалія        | Ліга націй УЄФА 2018—2019 - 1-й етап | -                              | Гол. тр: Р. Манчіні Кап: Дж. К'єлліні |
| 20-11-2018 | Генк         | Італія     | 1 – 0     | США               | товариський матч                     | Маттео Політано                | Гол. тр: Р. Манчіні Кап: Л. Бонуччі   |
| Усього     |              | Матчів     | 11        |                   | Голів                                | 9                              |                                       |

## 2019 рік
| Дата       | Місто   | Господарі            | Результат | Гості                | Турнір            | Голи | Примітки                              |
| ---------- | ------- | -------------------- | --------- | -------------------- | ----------------- | --- | ------------------------------------- |
| 23-3-2019  | Удіне   | Італія               | 2 – 0     | Фінляндія            | Відбір до ЧЄ 2020 | Ніколо Барелла Мойзе Кен                                                                                       | Гол. тр: Р. Манчіні Кап: Дж. К'єлліні |
| 26-3-2019  | Парма   | Італія               | 6 – 0     | Ліхтенштейн          | Відбір до ЧЄ 2020 | Стефано Сенсі Марко Верратті 2 Фабіо Квальярелла Мойзе Кен Леонардо Паволетті                                  | Гол. тр: Р. Манчіні Кап: Л. Бонуччі   |
| 8-6-2019   | Афіни   | Греція               | 0 – 3     | Італія               | Відбір до ЧЄ 2020 | Ніколо Барелла Лоренцо Інсіньє Леонардо Бонуччі                                                                | Гол. тр: Р. Манчіні Кап: Дж. К'єлліні |
| 11-6-2019  | Торіно  | Італія               | 2 – 1     | Боснія і Герцеговина | Відбір до ЧЄ 2020 | Лоренцо Інсіньє Марко Верратті                                                                                 | Гол. тр: Р. Манчіні Кап: Дж. К'єлліні |
| 5-9-2019   | Єреван  | Вірменія             | 1 – 3     | Італія               | Відбір до ЧЄ 2020 | Андреа Белотті Лоренцо Пеллегріні автогол                                                                      | Гол. тр: Р. Манчіні Кап: Л. Бонуччі   |
| 8-9-2019   | Тампере | Фінляндія            | 1 – 2     | Італія               | Відбір до ЧЄ 2020 | Чиро Іммобіле Жоржиньйо                                                                                        | Гол. тр: Р. Манчіні Кап: Л. Бонуччі   |
| 12-10-2019 | Рим     | Італія               | 2 – 0     | Греція               | Відбір до ЧЄ 2020 | Жоржиньйо Федеріко Бернардескі                                                                                 | Гол. тр: Р. Манчіні Кап: Л. Бонуччі   |
| 15-10-2019 | Вадуц   | Ліхтенштейн          | 0 – 5     | Італія               | Відбір до ЧЄ 2020 | Федеріко Бернардескі 2 Андреа Белотті Алессіо Романьйолі Стефан Ель-Шаараві                                    | Гол. тр: Р. Манчіні Кап: М. Верратті  |
| 15-11-2019 | Зениця  | Боснія і Герцеговина | 0 – 3     | Італія               | Відбір до ЧЄ 2020 | Франческо Ачербі Лоренцо Інсіньє Андреа Белотті                                                                | Гол. тр: Р. Манчіні Кап: Л. Бонуччі   |
| 18-11-2019 | Палермо | Італія               | 9 – 1     | Вірменія             | Відбір до ЧЄ 2020 | 2 Чіро Іммобіле 2 Ніколо Дзаніоло Ніколо Барелла Алессіо Романьйолі Жоржиньйо Ріккардо Орсоліні Федеріко К'єза | Гол. тр: Р. Манчіні Кап: Л. Бонуччі   |
| Усього     |         | Матчів               | 11        |                      | Голів             | 37 |                                       |

## 2020 рік
| Дата       | Місто        | Господарі            | Результат | Гості                | Турнір                               | Голи                                                                           | Примітки                                |
| ---------- | ------------ | -------------------- | --------- | -------------------- | ------------------------------------ | ------------------------------------------------------------------------------ | --------------------------------------- |
| 4-9-2020   | Флоренція    | Італія               | 1 – 1     | Боснія і Герцеговина | Ліга націй УЄФА 2020—2021 - 1-й етап | Стефано Сенсі                                                                  | Гол. тр: Р. Манчіні Кап:Л. Бонуччі      |
| 7-9-2020   | Амстердам    | Нідерланди           | 0 – 1     | Італія               | Ліга націй УЄФА 2020—2021 - 1-й етап | Ніколо Барелла                                                                 | Гол. тр: Р. Манчіні Кап:Дж. К'єлліні    |
| 7-10-2020  | Флоренція    | Італія               | 6 – 0     | Молдова              | товариський матч                     | Бріан Крістанте Франческо Капуто 2 Стефан Ель-Шаараві автогол Доменіко Берарді | Гол. тр: Р. Манчіні Кап: С. Ель-Шаараві |
| 11-10-2020 | Гданськ      | Польща               | 0 – 0     | Італія               | Ліга націй УЄФА 2020—2021 - 1-й етап | -                                                                              | Гол. тр: Р. Манчіні Кап: Л. Бонуччі     |
| 14-10-2020 | Бергамо      | Італія               | 1 – 1     | Нідерланди           | Ліга націй УЄФА 2020—2021 - 1-й етап | Лоренцо Пеллегріні                                                             | Гол. тр: Р. Манчіні Кап: Дж. К'єлліні   |
| 11-11-2020 | Флоренція    | Італія               | 4 – 0     | Естонія              | товариський матч                     | 2 Вінченцо Гріфо Федеріко Бернардескі Ріккардо Орсоліні                        | Гол. тр: А. Евані Кап: С. Сірігу        |
| 15-11-2020 | Реджо-Емілія | Італія               | 2 – 0     | Польща               | Ліга націй УЄФА 2020—2021 - 1-й етап | Жоржиньйо Доменіко Берарді                                                     | Гол. тр: А. Евані Кап: А. Флоренці      |
| 18-11-2020 | Сараєво      | Боснія і Герцеговина | 0 – 2     | Італія               | Ліга націй УЄФА 2020—2021 - 1-й етап | Андреа Белотті Доменіко Берарді                                                | Гол. тр: А. Евані Кап: А. Флоренці      |
| Усього     |              | Матчів               | 8         |                      | Голів                                | 17                                                                             |                                         |

## 2021 рік
| Дата       | Місто             | Господарі         | Результат             | Гості             | Турнір                                        | Голи                                                                                    | Примітки                                                         |
| ---------- | ----------------- | ----------------- | --------------------- | ----------------- | --------------------------------------------- | --------------------------------------------------------------------------------------- | ---------------------------------------------------------------- |
| 25-3-2021  | Парма             | Італія            | 2 – 0                 | Північна Ірландія | Відбір до ЧС 2022                             | Доменіко Берарді Чіро Іммобіле                                                          | Гол. тр: Р. Манчіні Кап: Дж. К'єлліні                            |
| 28-3-2021  | Софія             | Болгарія          | 0 – 2                 | Італія            | Відбір до ЧС 2022                             | Андреа Белотті Мануель Локателлі                                                        | Гол. тр: Р. Манчіні Кап: Л. Бонуччі                              |
| 31-3-2021  | Вільнюс           | Литва             | 0 – 2                 | Італія            | Відбір до ЧС 2022                             | Стефано Сенсі Чіро Іммобіле                                                             | Гол. тр: Р. Манчіні Кап: Ч. Іммобіле                             |
| 28-5-2021  | Кальярі           | Італія            | 7 – 0                 | Сан-Марино        | товариський матч                              | Федеріко Бернардескі Джанмарко Феррарі 2 Маттео Політано Андреа Белотті 2 Матео Пессіна | Гол. тр: Р. Манчіні Кап: Ф. Бернардескі                          |
| 4-6-2021   | Болонья           | Італія            | 4 – 0                 | Чехія             | товариський матч                              | Чіро Іммобіле Ніколо Барелла Лоренцо Інсіньє Доменіко Берарді                           | Гол. тр: Р. Манчіні Кап: Дж. К'єлліні                            |
| 11-6-2021  | Рим               | Туреччина         | 0 – 3                 | Італія            | ЧЄ 2020 - 1-й етап                            | автогол Чіро Іммобіле Лоренцо Інсіньє                                                   | Гол. тр: Р. Манчіні Кап: Дж. К'єлліні                            |
| 16-6-2021  | Рим               | Італія            | 3 – 0                 | Швейцарія         | ЧЄ 2020 - 1-й етап                            | 2 Мануель Локателлі Чіро Іммобіле                                                       | Гол. тр: Р. Манчіні Кап: Дж. К'єлліні                            |
| 20-6-2021  | Рим               | Італія            | 1 – 0                 | Уельс             | ЧЄ 2020 - 1-й етап                            | Матео Пессіна                                                                           | Гол. тр: Р. Манчіні Кап: Л. Бонуччі                              |
| 26-6-2021  | Лондон            | Італія            | 2 – 1 д.ч.            | Австрія           | ЧЄ 2020 - 1/8 фіналу                          | Федеріко К'єза Матео Пессіна                                                            | Гол. тр: Р. Манчіні Кап: Л. Бонуччі                              |
| 2-7-2021   | Мюнхен            | Бельгія           | 1 – 2                 | Італія            | ЧЄ 2020 - чвертьфінал                         | Ніколо Барелла Лоренцо Інсіньє                                                          | Гол. тр: Р. Манчіні Кап: Дж. К'єлліні                            |
| 6-7-2021   | Лондон            | Італія            | 1 – 1 д.ч. (4-2 п.п.) | Іспанія           | ЧЄ 2020 - півфінал                            | Федеріко К'єза                                                                          | Гол. тр: Р. Манчіні Кап: Дж. К'єлліні                            |
| 11-7-2021  | Лондон            | Італія            | 1 – 1 д.ч. (3-2 п.п.) | Англія            | ЧЄ 2020 - фінал                               | Леонардо Бонуччі                                                                        | 2-й титул чемпіонів Європи Гол. тр: Р. Манчіні Кап: Дж. К'єлліні |
| 2-9-2021   | Флоренція         | Італія            | 1 – 1                 | Болгарія          | Відбір до ЧС 2022                             | Федеріко К'єза                                                                          | Гол. тр: Р. Манчіні Кап: Л. Бонуччі                              |
| 5-9-2021   | Базель            | Швейцарія         | 0 – 0                 | Італія            | Відбір до ЧС 2022                             | -                                                                                       | Гол. тр: Р. Манчіні Кап: Дж. К'єлліні                            |
| 8-9-2021   | Реджо-нель-Емілія | Італія            | 5 – 0                 | Литва             | Відбір до ЧС 2022                             | 2 Мойзе Кен автогол Джакомо Распадорі Джованні Ді Лоренцо                               | Гол. тр: Р. Манчіні Кап: Жоржиньйо                               |
| 6-10-2021  | Мілан             | Італія            | 1 – 2                 | Іспанія           | Ліга націй УЄФА 2020—2021 - півфінал          | Лоренцо Пеллегріні                                                                      | Гол. тр: Р. Манчіні Кап: Л. Бонуччі                              |
| 10-10-2021 | Турин             | Італія            | 2 – 1                 | Іспанія           | Ліга націй УЄФА 2020—2021 - гра за 3-тє місце | Ніколо Барелла Доменіко Берарді                                                         | 3-тє місце Гол. тр: Р. Манчіні Кап: Д. Доннарумма                |
| 12-11-2021 | Рим               | Італія            | 1 – 1                 | Швейцарія         | Відбір до ЧС 2022                             | Джованні Ді Лоренцо                                                                     | Гол. тр: Р. Манчіні Кап: Л. Бонуччі                              |
| 15-11-2021 | Белфаст           | Північна Ірландія | 0 – 0                 | Італія            | Відбір до ЧС 2022                             | -                                                                                       | Гол. тр: Р. Манчіні Кап: Л. Бонуччі                              |
| Усього     |                   | Матчів            | 19                    |                   | Голів                                         | 40                                                                                      |                                                                  |

## 2022 рік
| Дата       | Місто         | Господарі | Результат | Гості              | Турнір                               | Голи                                 | Примітки                                |
| ---------- | ------------- | --------- | --------- | ------------------ | ------------------------------------ | ------------------------------------ | --------------------------------------- |
| 24-3-2022  | Палермо       | Італія    | 0 – 1     | Північна Македонія | Відбір до ЧС 2022                    | -                                    | Гол. тр: Р. Манчіні Кап: Ч. Іммобіле    |
| 29-3-2022  | Конья         | Туреччина | 2 – 3     | Італія             | товариський матч                     | Браян Крістанте 2 Джакомо Распадорі  | Гол. тр: Р. Манчіні Кап: Дж. К'єлліні   |
| 1-6-2022   | Лондон        | Італія    | 0 – 3     | Аргентина          | Кубок чемпіонів КОНМЕБОЛ-УЄФА        | -                                    | Гол. тр: Р. Манчіні Кап: Дж. К'єлліні   |
| 4-6-2022   | Болонья       | Італія    | 1 – 1     | Німеччина          | Ліга націй УЄФА 2022—2023 - 1-й етап | Лоренцо Пеллегріні                   | Гол. тр: Р. Манчіні Кап: А. Флоренці    |
| 7-6-2022   | Чезена        | Італія    | 2 – 1     | Угорщина           | Ліга націй УЄФА 2022—2023 - 1-й етап | Ніколо Барелла Лоренцо Пеллегріні    | Гол. тр: Р. Манчіні Кап: Дж. Доннарумма |
| 11-6-2022  | Вулвергемптон | Англія    | 0 – 0     | Італія             | Ліга націй УЄФА 2022—2023 - 1-й етап | -                                    | Гол. тр: Р. Манчіні Кап: Дж. Доннарумма |
| 14-6-2022  | Менхенгладбах | Німеччина | 5 – 2     | Італія             | Ліга націй УЄФА 2022—2023 - 1-й етап | Вілфрід Ньйонто Алессандро Бастоні   | Гол. тр: Р. Манчіні Кап: Дж. Доннарумма |
| 23-9-2022  | Мілан         | Італія    | 1 – 0     | Англія             | Ліга націй УЄФА 2022—2023 - 1-й етап | Джакомо Распадорі                    | Гол. тр: Р. Манчіні Кап: Л. Бонуччі     |
| 26-9-2022  | Будапешт      | Угорщина  | 0 – 2     | Італія             | Ліга націй УЄФА 2022—2023 - 1-й етап | Джакомо Распадорі Федеріко Дімарко   | Гол. тр: Р. Манчіні Кап: Л. Бонуччі     |
| 16-11-2022 | Тирана        | Албанія   | 2 – 3     | Італія             | товариський матч                     | Джованні Ді Лоренцо 2 Вінченцо Гріфо | Гол. тр: Р. Манчіні Кап: Л. Бонуччі     |
| 20-11-2022 | Відень        | Австрія   | 2 – 0     | Італія             | товариський матч                     | -                                    | Гол. тр: Р. Манчіні Кап: Л. Бонуччі     |
| Усього     |               | Матчів    | 11        |                    | Голів                                | 14                                   |                                         |

## 2023 рік
| Дата       | Місто      | Господарі          | Результат | Гості              | Турнір                                         | Голи                                                                 | Примітки                                          |
| ---------- | ---------- | ------------------ | --------- | ------------------ | ---------------------------------------------- | -------------------------------------------------------------------- | ------------------------------------------------- |
| 23-3-2023  | Неаполь    | Італія             | 1 – 2     | Англія             | Відбір до ЧЄ 2024                              | Матео Ретегі                                                         | Гол. тр: Р. Манчіні Кап: М. Верратті              |
| 26-3-2023  | Та-Калі    | Мальта             | 0 – 2     | Італія             | Відбір до ЧЄ 2024                              | Матео Ретегі Матео Пессіна                                           | Гол. тр: Р. Манчіні Кап: Д. Доннарумма            |
| 15-6-2023  | Енсхеде    | Іспанія            | 2 – 1     | Італія             | Ліга націй УЄФА 2022—2023 - Півфінал           | Чиро Іммобіле                                                        | Гол. тр: Р. Манчіні Кап: Л. Бонуччі               |
| 18-6-2023  | Енсхеде    | Нідерланди         | 2 – 3     | Італія             | Ліга націй УЄФА 2022—2023 - Гра за третє місце | Федеріко Дімарко Давіде Фраттезі Федеріко К'єза                      | 3-тє місце Гол. тр: Р. Манчіні Кап: Д. Доннарумма |
| 9-9-2023   | Скоп'є     | Північна Македонія | 1 – 1     | Італія             | Відбір до ЧЄ 2024                              | Чіро Іммобіле                                                        | Гол. тр: Л. Спаллетті Кап: Ч. Іммобіле            |
| 12-9-2023  | Мілан      | Італія             | 2 – 1     | Україна            | Відбір до ЧЄ 2024                              | 2 Давіде Фраттезі                                                    | Гол. тр: Л. Спаллетті Кап: Д. Доннарумма          |
| 14-10-2023 | Барі       | Італія             | 4 – 0     | Мальта             | Відбір до ЧЄ 2024                              | Джакомо Бонавентура 2 Доменіко Берарді Давіде Фраттезі               | Гол. тр: Л. Спаллетті Кап: Д. Доннарумма          |
| 17-10-2023 | Лондон     | Англія             | 3 – 1     | Італія             | Відбір до ЧЄ 2024                              | Джанлука Скамакка                                                    | Гол. тр: Л. Спаллетті Кап: Д. Доннарумма          |
| 17-11-2023 | Рим        | Італія             | 5 – 2     | Північна Македонія | Відбір до ЧЄ 2024                              | Маттео Дарміан 2 Федеріко К'єза Джакомо Распадорі Стефан Ель-Шаараві | Гол. тр: Л. Спаллетті Кап: Д. Доннарумма          |
| 20-11-2023 | Леверкузен | Україна            | 0 – 0     | Італія             | Відбір до ЧЄ 2024                              | -                                                                    | Гол. тр: Л. Спаллетті Кап: Д. Доннарумма          |
| Усього     |            | Матчів             | 10        |                    | Голів                                          | 20                                                                   |                                                   |

## 2024 рік
| Дата       | Місто           | Господарі | Результат | Гості                | Турнір                    | Голи                                               | Примітки                                 |
| ---------- | --------------- | --------- | --------- | -------------------- | ------------------------- | -------------------------------------------------- | ---------------------------------------- |
| 21-3-2024  | Форт-Лаудердейл | Венесуела | 1 – 2     | Італія               | товариський матч          | 2 Матео Ретегі                                     | Гол. тр: Л. Спаллетті Кап: Д. Доннарумма |
| 24-3-2024  | Гаррісон        | Еквадор   | 0 – 2     | Італія               | товариський матч          | Лоренцо Пеллегріні Ніколо Барелла                  | Гол. тр: Л. Спаллетті Кап: Н. Барелла    |
| 4-6-2024   | Болонья         | Італія    | 0 – 0     | Туреччина            | товариський матч          | -                                                  | Гол. тр: Л. Спаллетті Кап: Жоржиньйо     |
| 9-6-2024   | Емполі          | Італія    | 1 – 0     | Боснія і Герцеговина | товариський матч          | Давіде Фраттезі                                    | Гол. тр: Л. Спаллетті Кап: Д. Доннарумма |
| 15-6-2024  | Дортмунд        | Італія    | 2 – 1     | Албанія              | ЧЄ 2024 - груповий етап   | Алессандро Бастоні Ніколо Барелла                  | Гол. тр: Л. Спаллетті Кап: Д. Доннарумма |
| 20-6-2024  | Гельзенкірхен   | Іспанія   | 1 – 0     | Італія               | ЧЄ 2024 - груповий етап   | -                                                  | Гол. тр: Л. Спаллетті Кап: Д. Доннарумма |
| 24-6-2024  | Лейпциг         | Хорватія  | 1 – 1     | Італія               | ЧЄ 2024 - груповий етап   | Маттія Дзакканьї                                   | Гол. тр: Л. Спаллетті Кап: Д. Доннарумма |
| 29-6-2024  | Берлін          | Швейцарія | 2 – 0     | Італія               | ЧЄ 2024 - 1/8 фіналу      | -                                                  | Гол. тр: Л. Спаллетті Кап: Д. Доннарумма |
| 6-9-2024   | Париж           | Франція   | 1 – 3     | Італія               | Ліга націй УЄФА 2024—2025 | Федеріко Дімарко Давіде Фраттезі Джакомо Распадорі | Гол. тр: Л. Спаллетті Кап: Д. Доннарумма |
| 9-9-2024   | Будапешт        | Ізраїль   | 1 – 2     | Італія               | Ліга націй УЄФА 2024—2025 | Давіде Фраттезі Мойзе Кен                          | Гол. тр: Л. Спаллетті Кап: Д. Доннарумма |
| 10-10-2024 | Рим             | Італія    | 2 – 2     | Бельгія              | Ліга націй УЄФА 2024—2025 | Андреа Камб'язо Матео Ретегі                       | Гол. тр: Л. Спаллетті Кап: Д. Доннарумма |
| 14-10-2024 | Удіне           | Італія    | 4 – 1     | Ізраїль              | Ліга націй УЄФА 2024—2025 | Матео Ретегі 2 Джованні Ді Лоренцо Давіде Фраттезі | Гол. тр: Л. Спаллетті Кап: Д. Ді Лоренцо |
| 14-11-2024 | Брюссель        | Бельгія   | 0 – 1     | Італія               | Ліга націй УЄФА 2024—2025 | Сандро Тоналі                                      | Гол. тр: Л. Спаллетті Кап: Д. Доннарумма |
| 17-11-2024 | Мілан           | Італія    | 1 – 3     | Франція              | Ліга націй УЄФА 2024—2025 | Андреа Камб'язо                                    | Гол. тр: Л. Спаллетті Кап: Н. Барелла    |
| Усього     |                 | Матчів    | 14        |                      | Голів                     | 21                                                 |                                          |

## 2025 рік
| Дата       | Місто        | Господарі | Результат | Гості     | Турнір                                  | Голи                          | Примітки                                 |
| ---------- | ------------ | --------- | --------- | --------- | --------------------------------------- | ----------------------------- | ---------------------------------------- |
| 20-3-2025  | Мілан        | Італія    | 1 – 2     | Німеччина | Ліга націй УЄФА 2024—2025 - чвертьфінал | Сандро Тоналі                 | Гол. тр: Л. Спаллетті Кап: Д. Доннарумма |
| 23-3-2025  | Дортмунд     | Німеччина | 3 – 3     | Італія    | Ліга націй УЄФА 2024—2025 - чвертьфінал | 2 Мойзе Кен Джакомо Распадорі | Гол. тр: Л. Спаллетті Кап: Д. Доннарумма |
| 6-6-2025   | Осло         | Норвегія  | –         | Італія    | Відбір до ЧС 2026                       |                               | Гол. тр: Л. Спаллетті Кап:               |
| 9-6-2025   | Реджо-Емілія | Італія    | –         | Молдова   | Відбір до ЧС 2026                       |                               | Гол. тр: Л. Спаллетті Кап:               |
| 5-9-2025   | TBD          | Італія    | –         | Естонія   | Відбір до ЧС 2026                       |                               | Гол. тр: Л. Спаллетті Кап:               |
| 8-9-2025   | TBD          | Ізраїль   | –         | Італія    | Відбір до ЧС 2026                       |                               | Гол. тр: Л. Спаллетті Кап:               |
| 11-10-2025 | TBD          | Естонія   | –         | Італія    | Відбір до ЧС 2026                       |                               | Гол. тр: Л. Спаллетті Кап:               |
| 14-10-2025 | TBD          | Італія    | –         | Ізраїль   | Відбір до ЧС 2026                       |                               | Гол. тр: Л. Спаллетті Кап:               |
| 13-11-2025 | TBD          | Молдова   | –         | Італія    | Відбір до ЧС 2026                       |                               | Гол. тр: Л. Спаллетті Кап:               |
| 16-11-2025 | TBD          | Італія    | –         | Норвегія  | Відбір до ЧС 2026                       |                               | Гол. тр: Л. Спаллетті Кап:               |
| Усього     |              | Матчів    | 2         |           | Голів                                   | 4                             |                                          |